# María José González Revuelta
María José González Revuelta (Corvera de Toranzo, 26 de abril de 1972) es una economista y política española del Partido Popular, actual presidenta del Parlamento de Cantabria desde 2023.

## Biografía
Es licenciada en Ciencias Económicas y Empresariales por la Universidad de Cantabria.

### Trayectoria política
Entre 2007 y 2011 ocupó la concejalía de Movilidad Sostenible del Ayuntamiento de Santander bajo la alcaldía de Íñigo de la Serna. Coincidiendo con la presidencia de Ignacio Diego, fue gerente de la Fundación Cántabra para la Salud y el Bienestar Social, así como de la Fundación Valdecilla. En marzo de 2017 fue designada por María José Sáenz de Buruaga como secretaria autonómica del Partido Popular de Cantabria. Desde 2019 es diputada del Parlamento de Cantabria, donde ha desempeñado los cargos de vicepresidenta segunda (2019-2023) y presidenta (desde 2023).